# Recreo i jardí del Parnàs
Recreo i jardí del Parnàs és un manuscrit anònim del segle xviii que recull poesies d'autors catalans, principalment de Vicent Garcia, rector de Vallfogona, com també de Maçaners, de Fontanella (segle xvii) i una d'Agustí Eura (segle xviii). Sembla ésser una selecció de les composicions que integren dos altres manuscrits: Recreo i jardí del Parnàs i Muses catalanes, recopilat per Baptista Mirambell cap al primer terç del segle xvii, i Curiositat catalana, una mica posterior, recopilat per un tal Carselio. Una altra versió, molt més tardana (Recreo i jardí del Parnàs), inclou, a més, poetes de la segona meitat del segle xviii, de temàtica religiosa o satírica, i obres en prosa de Francisco de Quevedo. De desigual qualitat literària, permeten de fixar l'obra autèntica de Vicent Garcia. Cap a 1631, un desconegut Batista Mirambell va compilar amb obres de Vicent Garcia i d'altres autors un cançoner que va intitular Recreo i jardí del Parnàs. D'aquí arrenca la tradició manuscrita que ens ha transmès la majoria de les obres del Rector de Vallfogona, i que l'aparició, el 1703, de La armonia del Parnàs va fixar per a totes les edicions posteriors. Alguna d'aquestes reedicions hi van afegir poemes nous, en general apòcrifs.